# Digestor a vapor

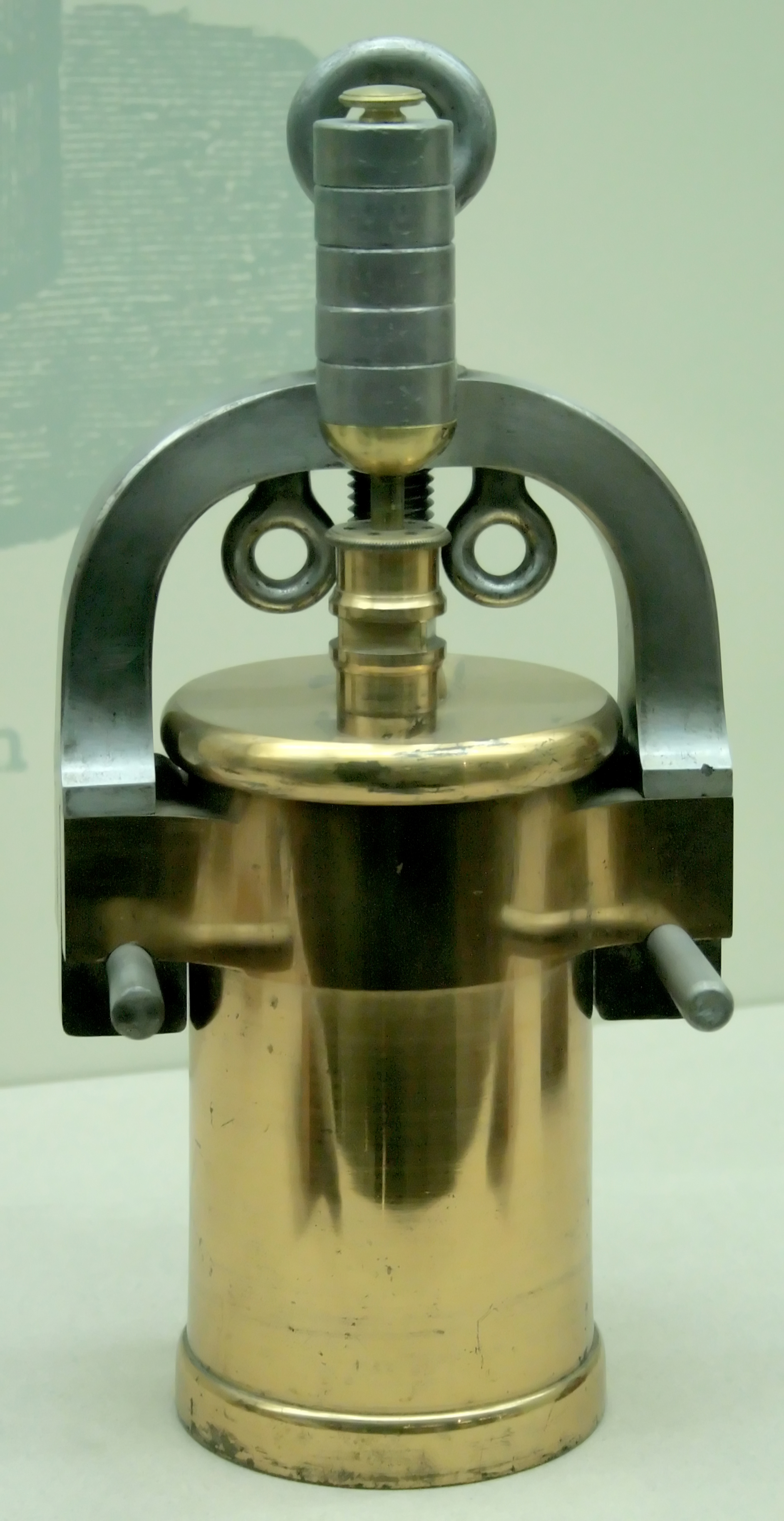
Marmita de Papin.

El digestor a vapor (denominado también marmita de Papin) sirve para someter una sustancia o sistema a una presión elevada. Consiste en su versión más simple en una especie de vaso de bronce de paredes muy gruesas con una tapadera en su parte superior y que puede fijarse con un tornillo, y en la que hay una válvula de seguridad. Su nombre se debe al físico francés Denis Papin que lo diseñó por primera vez en el año 1679. Se considera el precursor de la moderna olla a presión doméstica, y del autoclave.

## Historia
Denis Papin hizo el primer diseño de la marmita con el objeto de estudiar los efectos de la producción de vapor en recipientes cerrados. Con ella se podían obtener grandes presiones (hasta de 5 o 6 atmósferas), y dar a los líquidos una temperatura superior a su punto de ebullición. Una de las motivaciones iniciales de este aparato fue el de elaborar una forma efectiva de separar la grasa y carne de los huesos (finalmente pulverizados) en las sobras de la industria cárnica. El primero en comercializar la marmita de Papin fue Thomas Savery en el año 1699, anteriormente fue presentado a la Royal Society of England (por aquel entonces Isaac Newton era el presidente).